# 고장난 론
"고장난 론"(영어: Ron's Gone Wrong)은 2021년 공개된 영국과 미국의 애니메이션 영화이다.

## 출연
| 배역                          | 영어 성우           | 한국어 성우 |
| ----------------------------- | ------------------- | ----------- |
| 바니 푸도스키                 | 잭 딜런 그레이저    | 윤종혁      |
| 론                            | 잭 갤리퍼내키스     | 심규혁      |
| 동카 푸도스키                 | 올리비아 콜먼       | 이소영      |
| 그레이엄 푸도스키             | 에드 헬름스         | 박영재      |
| 마크                          | 저스티스 스미스     | 박성영      |
| 앤드루 모리스                 | 롭 딜레이니         | 권창욱      |
| 사바나 메디스                 | 카일리 캔트랠       | 이나경      |
| 리치                          | 리카르도 우르타도   | 박민혁      |
| 노아                          | 컬렌 매카시         | 윤현식      |
| 에이바                        | 에이바 모스         |             |
| 알렉스                        | 마커스 스크라이브너 |             |
| 제이든                        | 토머스 바버스카     |             |
| 앤드루에게 발길질 당하는 비봇 | 리엄 페인           |             |

## 공개
2017년 10월 기준으로, 2020년 11월 6일에 개봉될 예정이었다. 2019년 11월, 2021년 2월 26일로 연기되었다. 2020년 5월, 코로나19 범유행으로 2021년 4월 23일로 재차 연기되었다. 2021년 1월 22일, 같은 해 10월 22일로 더 연기되었다. 2021년 10월 9일에 BFI 런던 영화제에서 초연을 했다. 같은 날 이 영화는 제36회 과달라하라 국제 영화제 기간 동안 상영되었다.
2019년에 다년간의 제작 계약을 체결한 후 미래의 록스미스 애니메이션 영화의 배급은 워너 브라더스 스튜디오에서 배급을 진행할 예정이기 때문에 20세기 스튜디오에서 배급한 유일한 록스미스 작품이다.